# So mnoju vot čto proischodit
So mnoju vot čto proischodit (Со мною вот что происходит) è un film del 2012 diretto da Viktor Šamirov.

## Trama
Il film è ambientato il 31 dicembre. Il padre di una ragazza di quindici anni muore e lei non sa chi vuole diventare, un oncologo o una food designer. Questo film parla di ciò che è stato e di ciò che è diventato.